# 基姆雷區
56°52′N 37°21′E / 56.867°N 37.350°E
基姆雷區（俄语：Кимрский район），是俄羅斯的一個區，位於該國西部，由特維爾州負責管轄，面積2,514平方公里，2010年該區人口13,190，人口密度每平方公里5.25人。